# 越南—幾內亞關係
越南－几内亚关系是指越南社会主义共和国和几内亚之间的双边关系。兩國均為不結盟運動、77國集團、法文國家及地區國際組織成員國。

## 政治交流
19世纪末至20世纪中叶的越南与几内亚均曾经是法蘭西殖民帝國的一部分，直至两国分别于1945年、1958年独立，几内亚获得独立后，同时得到了北越及南越的外交承认，但几内亚首任总统艾哈邁德·塞古·杜爾开始奉行“积极的中立主义”的外交政策，优先发展与社会主义阵营国家的关系，其后，几内亚于1958年10月9日与越南民主共和国建立外交关系，几内亚也由此成为非洲各国中，第一个与越南建交者。艾哈邁德·塞古·杜爾随即于1960年访问越南，并得到了越南国家主席胡志明的接见。越南战争期间，几内亚亦支持越南民主共和国对美国、南越作战，并承认了越南南方共和国。越南统一后，越南国家副主席阮友寿、阮氏萍曾相继于1978年、1994年出访几内亚。
越南曾在科纳克里设有大使馆，但基於預算考量已於1986年關閉，至今仍未复馆，目前對几内亚的相關事務由越南驻摩洛哥大使馆兼辖。几内亚对越南的相关事务则由几内亚驻华大使馆兼辖。

## 经贸关系
2013年3月，越南工贸部部長武辉煌與幾內亞共和國貿易部長穆罕默德·多瓦尔·敦布亚代表兩國政府簽署了合作備忘錄。越南每年将向幾內亞供應30萬噸大米。越南也是几内亚大米的主要供应国之一。
2019年，越、几雙双边贸易额達到1.2億美元，同比去年增长了40%。幾內亞主要從越南進口大米、建築材料（磚塊、水泥）、農業機械等产品。

## 協定
| 日期       | 簽署                                                               | 備註   |
| ---------- | ------------------------------------------------------------------ | ------ |
| 1978年11月 | 《越南社会主义共和国与几内亚共和国經濟、文化、科技合作和貿易協定》 | [ 7 ]  |
| 2013年3月  | 《越南社会主义共和国与几内亚共和国大米出口備忘錄》                 | [ 12 ] |